# Abdullah Rajab Almalla

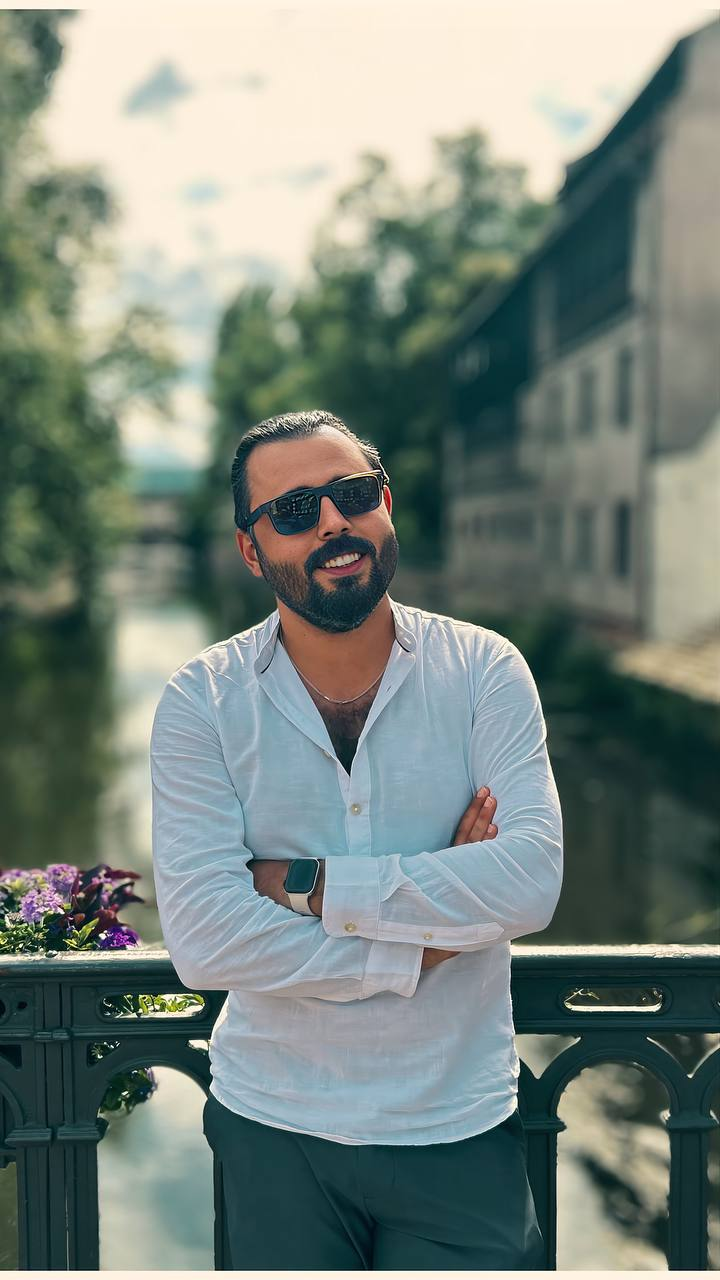
Abdullah Rajab Almalla (2024)

Abdullah Rajab Almalla (arabisch عبدالله رجب الملا, DMG ʿAbd Allāh Raǧab al-Mallā; * 1989 in Syrien) ist ein in Deutschland lebender syrischer Filmregisseur und Drehbuchautor.

## Leben
Geboren und aufgewachsen ist Abdullah Rajab Almalla im syrischen Aleppo. Er studierte an der Universität Aleppo Archäologie und machte Filme zu archäologischen Themen und historischen Stätten. Während des Krieges drehte er unter erschwerten Bedingungen Dokumentarfilme über Syrer und ihre Schicksale. Almalla unternahm Reisen nach Ägypten und in die Türkei. Seit 2015 lebt er in Deutschland. Er absolvierte eine Ausbildung zum Mediengestalter beim SWR. In den letzten Jahren entstanden unter der Regie Almallas Filme in verschiedenen Genres, bei denen er auch am Drehbuch mit geschrieben hat.

## Filmografie
- 2016: Schatten (Dokumentarfilm)
- 2018: Zweite Zukunft
- 2019: Merhaba mein Sohn (Kurzfilm)
- 2019: Wenn es regnet (Kurzfilm)
- 2020: Nachtgespräche (Kurzfilm)

## Auszeichnungen
- 2019: Best Cinematography für Zweite Zukunft: chhatrapati shivaji international film festival[1]
- 2020: Best Comedy für Nachtgespräche: istanbul film awards[2]
- 2020: Nominierung Best indie short film für Nachtgespräche: Košice International Monthly Film Festival (KIMFF)[3]
- 2020: Best Drama für Wenn es regnet: florence film awards[4]
- 2020: Best Director für Zweite Zukunft: Noida international film festival[5]